# Пикальово
Пикальово (на руски: Пикалёво) е град в Русия, разположен в Бокситогорски район, Ленинградска област. Населението на града към 1 януари 2010 година е 20 183 души.